# Flaco Vazquez
Maximiliano Vázquez (Moreno, Buenos Aires; 1 de octubre de 1990) conocido artísticamente como Flaco Vazquez, es un rapero, compositor y freestyler argentino.
Publicó su primer sencillo en el año 2014, siendo en ese entonces integrante del dúo de rap argentino Linyeras Cru,del cual se separó en 2018. En 2019 comenzó su carrera en solitario lanzando su primer álbum de estudio titulado 3:33. En 2023 publicó su primer extended play bajo el nombre de Alquimia y Ansiedad.

## Biografía
Vázquez se crio en la ciudad de Moreno, y más tarde se trasladó a Ciudadela, Partido de Tres de Febrero dónde vivía su padre, a este le decían "El Flaco", y también al tío del rapero, por lo que este apropio el apodo y lo utilizó como seudónimo. 

## Carrera musical
Su carrera musical comenzó a mediados del año 2007 con el freestyle callejero usando el apodo de Lohko de Libra, siendo freestyler participó de las competencias argentinas "A Cara de Perro" y "Red Bull Batalla de los Gallos".
En 2014, todavía con su primer alias fundó el grupo musical Linyeras Cru, en el cual se desempeñó hasta 2017, encontrándose en este dúo lanzó 2 álbumes de estudio, el primero titulado Fristail, birra y faso publicado a fines del 2014, su canción promocional fue «Jugador distinto», que cuenta con 1,6 millones de reproducciones en YouTube. El segundo proyecto de nombre Con la bolsa al hombro lanzado en 2016.El sencillo publicitario del segundo y último álbum fue «Cosas del destino».El grupo fue de influencia cultural en el rap latino y underground, principalmente en Argentina, Chile y Uruguay.
En abril de 2019 hizo una de sus primeras colaboraciones en solitario, bajo el apodo de Flaco Vazquez, esta vez junto a Ronpe 99' y Zica en el sencillo titulado «Noches sin dormir». El 14 de agosto de ese mismo año, lanzó su primer álbum de estudio en solitario, titulado 3:33, el cual contó con 15 sencillos producidos principalmente por Il Tano y con sencillos como «Madruga», «Requiem», «Otoño infierno», entre otros. En mayo de 2021, lanzó «Whisky» junto a Sin1rostro, sencillo que se ubicó rápidamente en tendencias de YouTube.En ese año también hizo una gira intermitente por provincias de Argentina.
En septiembre de 2023 la revista española Iamrap encasillo a Flaco Vázquez y a Linyeras Cru como uno de los mejores artistas de rap en toda la historia de Argentina.El 19 de diciembre de 2023 lanzó su primer extended play en solitario titulado Alquimia y Ansiedad, que contó con cinco sencillos y una única colaboración con el rapero peruano Mseco. El proyecto obtuvo 3,75/5 estrellas en RYM. En 2024, el rapero hizo una gira por las provincias de Argentina, y también presentó su disco en Chile y Uruguay, cerró su año en el salón de eventos Groove en condición de sold-out. También publicó los videos de «Ansiedark, «Post Tratein» y «Calles de tierra». En 2025, siguió las presentaciones en Jujuy, Tucuman, Salta, Chaco, y otras provincias de Argentina.

## Discografía
Desde que comenzó su carrera en el año 2014, Flaco Vazquez, lanzó cuatro (4) álbumes de estudio.

### Con Linyeras Cru
- 2014 - Fristail, birra y faso
- 2016 -  Con la bolsa al hombro

### En solitario
- 2019 - 333
- 2023 - Alquimia y Ansiedad